# Мадлов

Расположение на карте Котбуса

Ма́длов или Мо́длей (нем. Madlow; н.-луж. Módlej) — один из районов Котбуса, федеральная земля Бранденбург, Германия.

## География
Расположен в южной части города на левом берегу Шпрее на дороге в сторону Шпремберга. Через район проходит автомагистраль A15 (участок Шпревальд — Форст).
Соседние городские районы: на севере — Шпрембергер-Форштадт (Гродскойске-Пщедместо), на востоке — Браниц (Рогеньц) и Кикебуш (Кибуш), на юге — Галлинхен (Голынк), на юго-западе — Грос-Гаглов (Гоголов) и на западе — Заксендорф (Кнорава).

## История
Впервые упоминается в 1346 году под наименованием «Modela». Серболужицкое название происходит от слова «Modla» (медленнотекущая вода).
В 1665 году в деревне работали три мельницы. В 1732 году была построена новая мельница, впоследствии оборудованная шлифовально-режущим станком. Эта мельница принадлежала графскому роду Пюклер. В 1771 году мельница была сдана в аренду предпринимателю Фогелю и получила название «Большая мельница» (Große Mühle). В начале XIX веке при мельнице была построена прядильно-отделочная фабрика. В 1840-е годы здесь же были оборудованы помещения для маслобойни и зерноочистительный завод. В 1904 году на мельнице была оборудована турбинная установка и мельница приобрела статус компании под названием «Große Mühle Madlow GmbH». В 1937 году был построен зерновой бункер, вмещающий около 1000 тонн зерна. В настоящее время мельница действует и принадлежит компании «Große Mühle Madlow Karow & Co. KG Cottbus».
В 1927 году в Мадлове было построено трамвайное депо, которое использовалось в основном как автомобильная мастерская. С 1971 по 1981 год в здании находился мастерская для автобусов. В последующее время здесь находился частный вагонный музей, который был закрыт в 2010 году.
После Венского конгресса деревня перешла в Пруссию. В 1950 году деревня вошла в городские границы Котбуса в статусе отдельного района.
В период с 1974 по 1986 год во время развития угледобывающей промышленности в Лужице на улице Саарбрюкер-Штрассе был построен жилой район Захсендорф-Мадлов для работников горнодобывающей и энергетической промышленности. Жилой фонд насчитывал около 12 тысяч квартир для проживанию около 30 тысяч человек. Этот район считается самым большим жилым комплексом федеральной земли Бранденбург.
В 1974—1986 годах в районе был построен жилой комплекс «Захсендорф-Мадлов».
В настоящее время входит в состав культурно-территориальной автономии «Лужицкая поселенческая область», на территории которой действуют законодательные акты земель Саксонии и Бранденбурга, содействующие сохранению лужицких языков и культуры лужичан.
Историческое немецкое наименование:
- Madlo

Историческое серболужицкое наименование:
- Módła

## Население
Официальным языком в районе, помимо немецкого, является также нижнелужицкий язык.
Согласно статистическому сочинению «Dodawki k statisticy a etnografiji łužickich Serbow» Арношта Муки в 1884 году в деревне проживало 565 жителей (из них — 465 лужичан (82 %).
| 2006 | 2007 | 2008 | 2009 | 2010 | 2011 | 2012 | 2013 | 2017 | 2018 | 2019 | 2020 | 2021 |
| ---- | ---- | ---- | ---- | ---- | ---- | ---- | ---- | ---- | ---- | ---- | ---- | ---- |
| 1891 | 1805 | 1680 | 1655 | 1640 | 1589 | 1563 | 1540 | 1578 | 1575 | 1609 | 1631 | 1627 |

## Достопримечательности
Памятники культуры и истории федеральной земли Бранденбург:
- Церковь святого Мартина, Madlower Schulstraße. Храм построен в 1124 году. Старейший христианский храм в Котбусе[13][14].
- Бывшее трамвайное депо, Kiekebuscher Weg 2.
- Большая мельница, Große Mühle 1/ Kiekebuscher Weg 14.
- Прусский каменный почтовый знак, Madlower Hauptstraße.

## Галерея

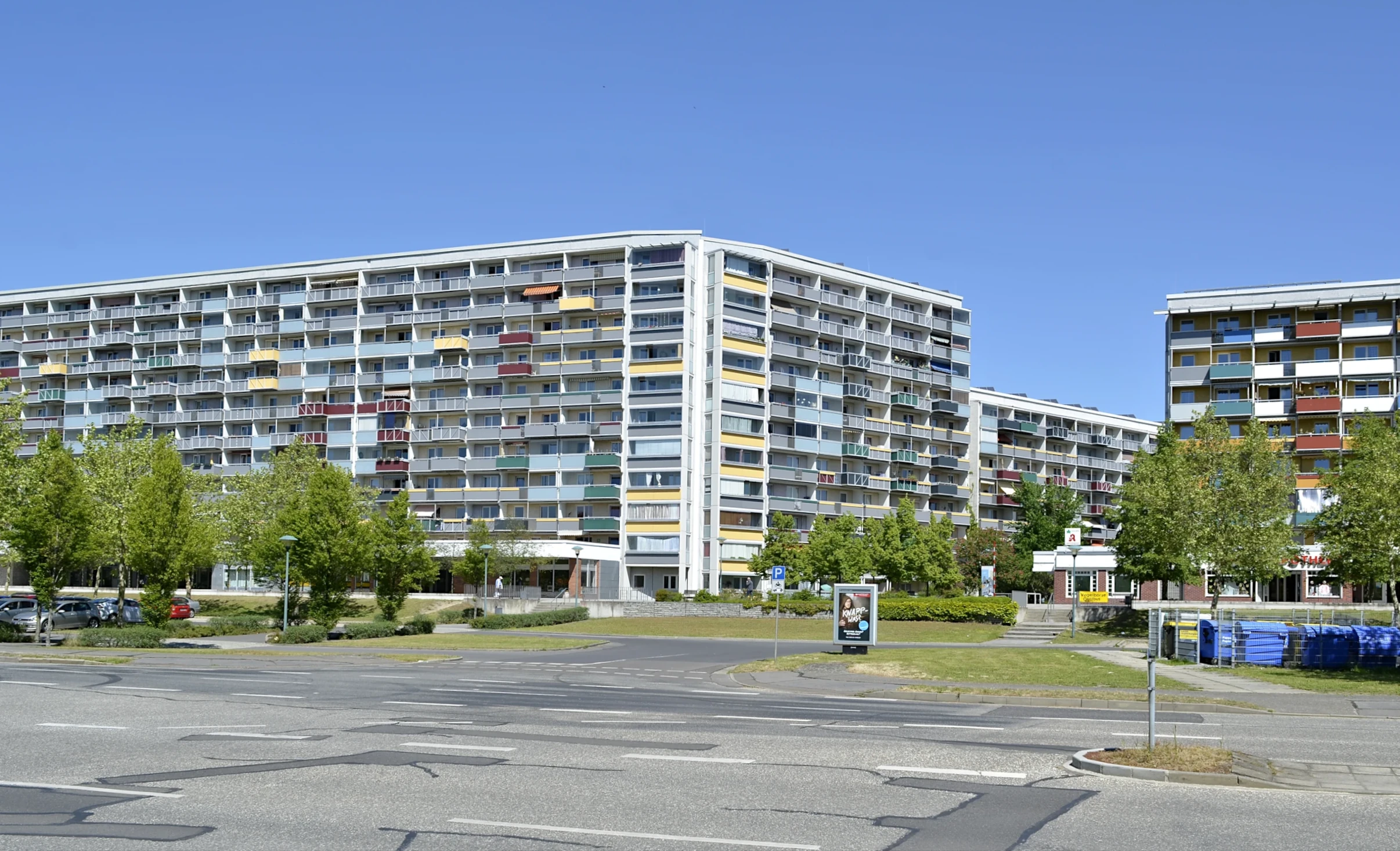
Жилой район «Захсендорф-Мадлов»
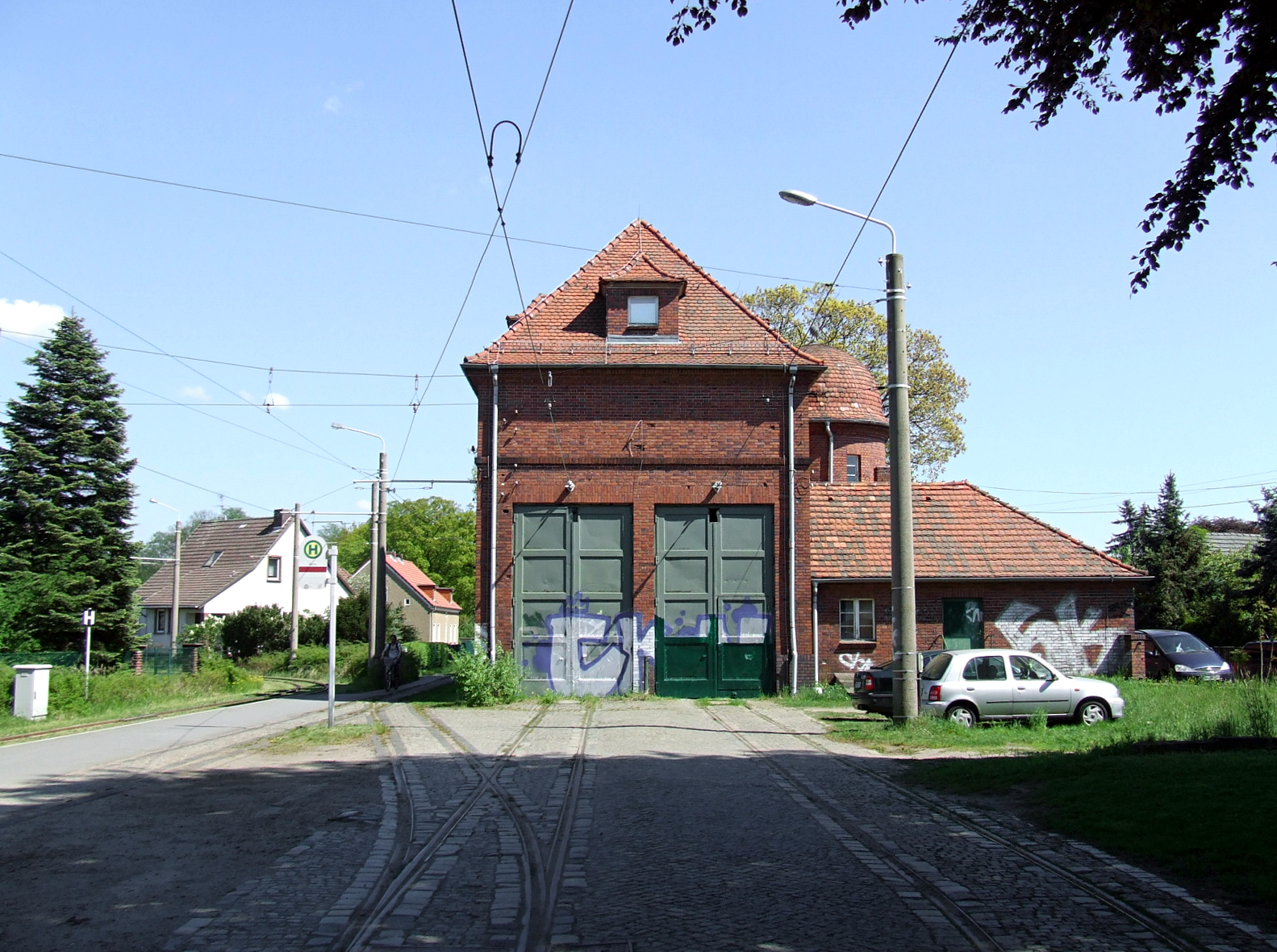
Бывшее трамвайное депо
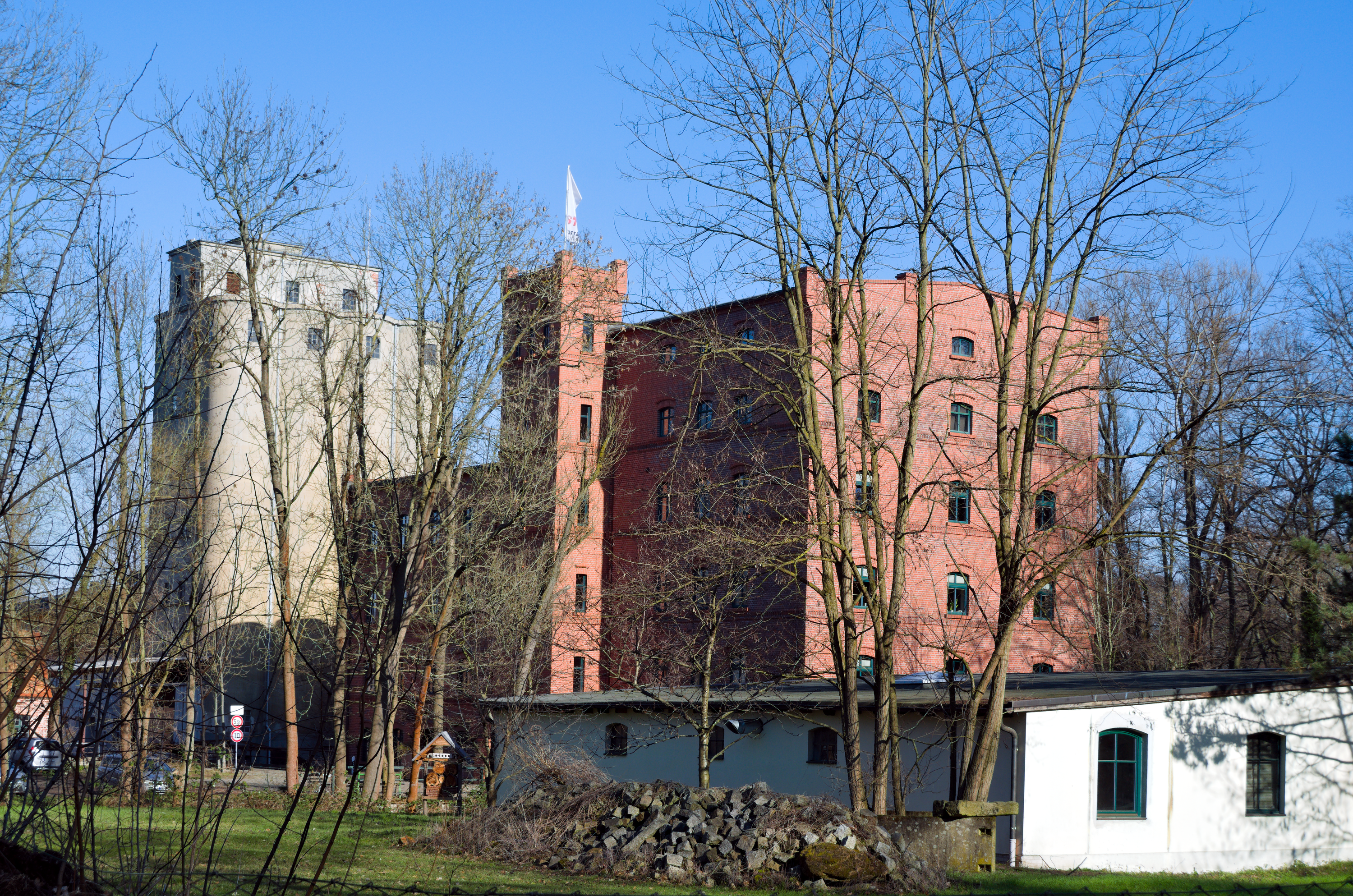
Большая мельница
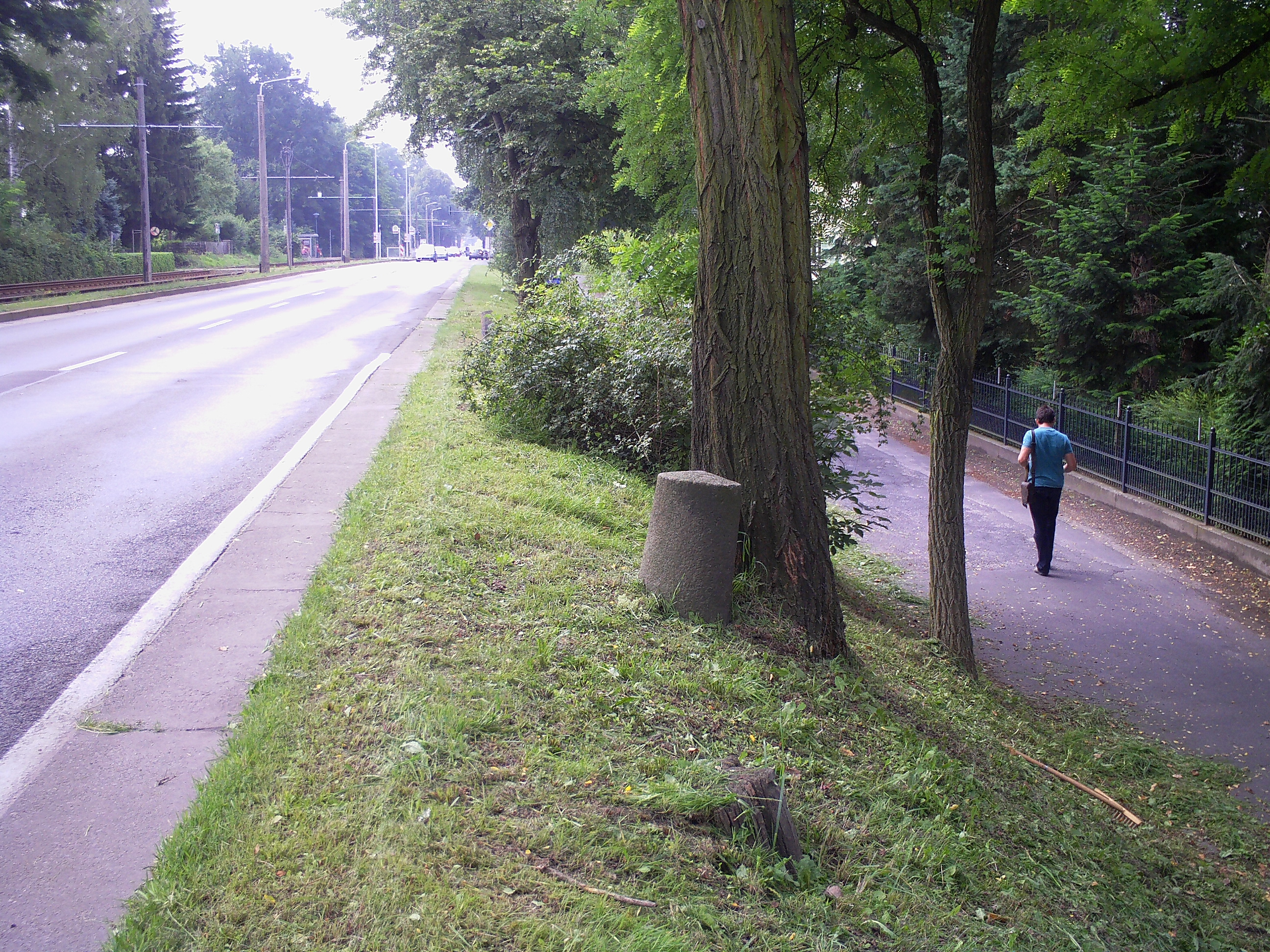
Каменный знак Прусской почты